# Life Is Beautiful (Tony Bennett)
Life Is Beautiful è un album in studio del cantante statunitense Tony Bennett, pubblicato nel 1975.

## Tracce
1. Life Is Beautiful (Fred Astaire)
2. All Mine (Jay Livingston, Ray Evans)
3. Bridges (originale: Travessia; adattamento testo: Gene Lees)
4. Reflections (Duke Ellington)
5. Experiment (Cole Porter)
6. This Funny World (Richard Rodgers, Lorenz Hart)
7. As Time Goes By (Herman Hupfeld)
8. I Used to Be Color Blind (Irving Berlin)
9. Lost in the Stars (Kurt Weill)
10. There'll Be Some Changes Made (Benton Overstreet)